# Nevio (nome)
Nevio  è un nome proprio di persona italiano maschile.

## Varianti
- Maschili: Neviano[2], Nevilio[2]
  - Alterati: Nevino[3]
- Femminili: Nevia[2][3], Neviana, Nevilia
  - Alterati: Nevina[3]

## Origine e diffusione
Deriva dall'antico gentilizio latino Naevius o Nævius, tipico della gens Naevia; etimologicamente, è connesso con il termine naevus ("neo"), e si è originato probabilmente come soprannome; alcune fonti riconducono alla medesima radice anche il nome Gneo.
Il nome gode di scarsa diffusione, ed è ricordato principalmente per essere stato portato dal commediografo Gneo Nevio.

## Onomastico
L'onomastico si può festeggiare il 1º novembre, giorno di Ognissanti, poiché il nome è privo di santo patrono ed è quindi adespota.

## Persone
- Nevio Pompuledio, re dei Vestini
- Gneo Nevio, poeta e drammaturgo romano
- Quinto Nevio Sutorio Macrone, prefetto al pretorio romano
- Nevio De Zordo, bobbista italiano
- Nevio Favaro, calciatore italiano
- Nevio Ferrari, calciatore italiano
- Nevio Giangolini, calciatore italiano
- Nevio Orlandi, allenatore di calcio italiano
- Nevio Passaro, cantautore e musicista tedesco
- Nevio Pizzolitto, calciatore canadese
- Nevio Scala, calciatore, dirigente sportivo e allenatore di calcio italiano
- Nevio Scalamera, calciatore italiano
- Nevio Skull, imprenditore e politico italiano
- Nevio Spadoni, poeta, drammaturgo e letterato italiano

## Il nome nelle arti
- Nevius è il nome scelto nell'adattamento italiano per Nephrite, un antagonista della serie manga e anime Sailor Moon.
- Naevia è un personaggio della serie televisiva Spartacus.